# Gliwicki Teatr Muzyczny

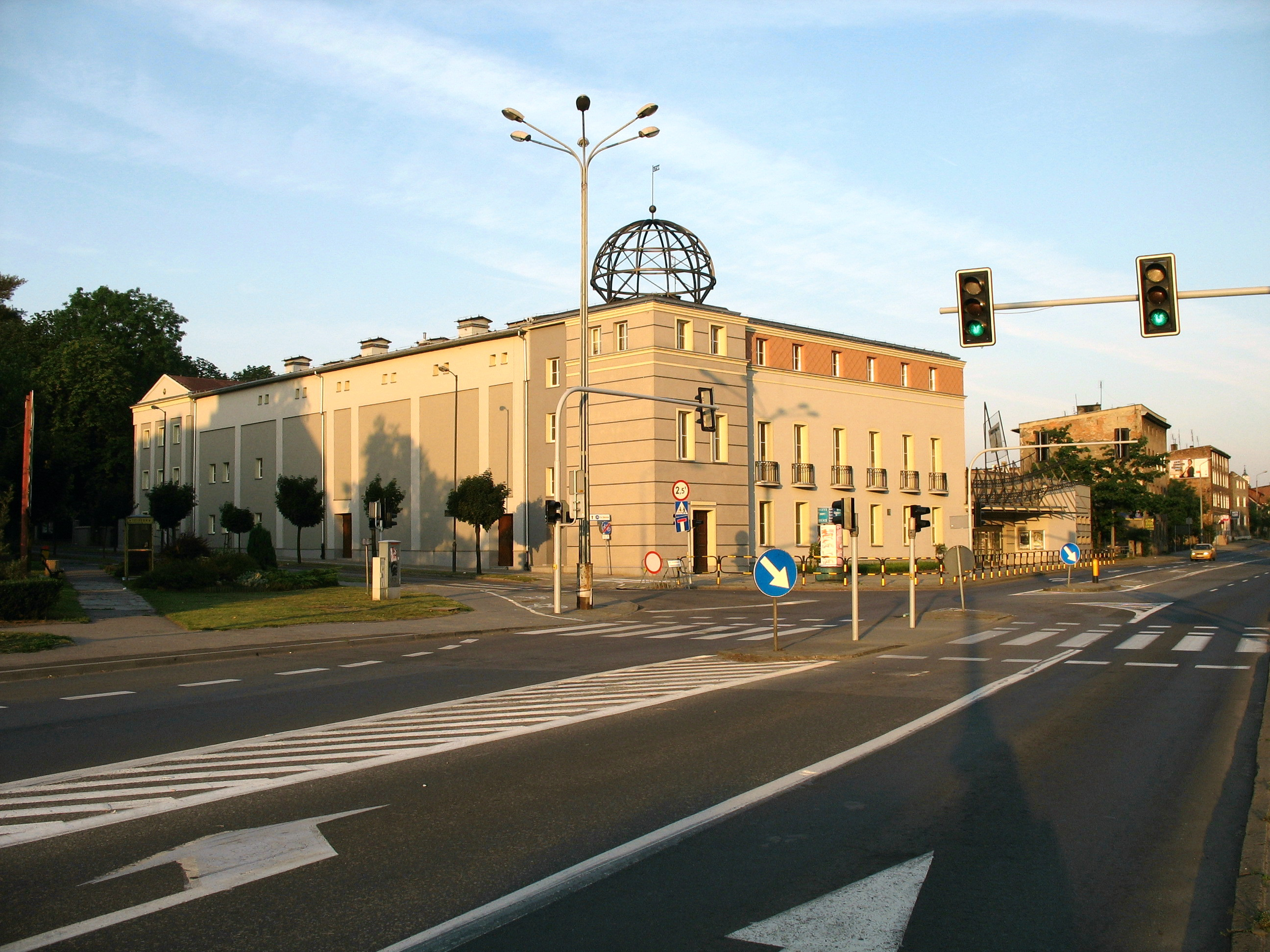
Gliwicki Teatr Muzyczny

Das Gliwicki Teatr Muzyczny (Gleiwitzer Musiktheater) ist ein Musiktheater in Gliwice (Gleiwitz).

## Geschichte
Das Gebäude, damals noch in Richtersdorf gelegen, wurde 1827 durch Josef Sladczyk erbaut, der dort das Restaurant „Neue Welt“ eröffnete. Der Saal, der für Theaterstücke und Konzerte genutzt wurde, konnte bis zu 2000 Personen fassen. Die Neue Welt war ein bekannter Ausflugsort für Gleiwitzer. 1925 wurde es zum Schützenhaus.
1952 wurde hier die „Operetka Śląska“ (Schlesische Operette) gegründet. 2001 wurde die Operette nach einer Renovierung als Gliwicki Teatr Muzyczny wiedereröffnet. Zum Repertoire des Theaters gehören heute neben Operetten auch Musicals.